# Лазарев, Александр Александрович (директор НИИ)
Александр Александрович Лазарев (1920, Лазари — 2004, Рига) — советский государственный деятель.

## Биография
Родился на востоке Латгалии, в русской деревне Лазари (латыш. Lazari), где издавна жили его предки. Отец, Александр Георгиевич Лазарев был арестован немцами а 1940-х годах за укрывательство партизана, и отправлен в концлагерь Саласпилс. Погиб в 1945 году в концлагере Штутгоф.
Окончил Латвийский государственный университет, по окончании которого был направлен на завод ВЭФ. Некоторое время работал главным технологом завода «Гидрометприбор», а в 1957 году был назначен на пост заместителя министра сельского хозяйства Латвийской ССР.
С начала 1960-х годов возглавлял НИИ электрификации и механизации сельского хозяйства ЛССР.
Будучи на пенсии, начал изучать прошлое своего родного края — Латгалии, написал очерк истории сельских школ бассейна озера Истра. По его инициативе в начале 1990-х годов в Вецслабаде (Лудзенский район) началось восстановление православного Преображенского храма. Разработал проект реконструкции церкви, собственноручно сделал её макет. Его идею подхватили земляки, а также его сын Юрий Лазарев и внук Александр Юрьевич.